# Stefan Zápolya
Stefan Zápolya (węg. Szapolyai István) (zm. 25 grudnia 1499) – magnat węgierski, palatyn Węgier w latach 1492–1499.
Był synem Władysława Zapolyi (węg. Szapolyai László), pana Solymos, i jego pierwszej żony Doroty; młodszym bratem Emeryka i Mikołaja; szwagrem Emeryka Derencsényiego.
Wychowywał się w Hunedoarze, na dworze Jana Hunyadiego, a później jego syna Macieja Korwina.
Zrobił wielką karierę. Dzięki poparciu swego starszego brata Emeryka zyskał zaufanie króla Macieja Korwina. W 1453 został starostą Górnych Węgier. W latach 1474–1480 był z nadania Korwina starostą generalnym Śląska i Łużyc, w latach 1473–1478 i 1486–1499 dziedzicznym żupanem spiskim, w latach 1481–1499 żupanem trenczyńskim, w latach 1485–1490 starostą Austrii.
Po śmierci Macieja Korwina (1490) właśnie Stefanowi Zápolyi przypisywano przeforsowanie powołania na tron węgierski Władysława Jagiellończyka, za co ten ostatni po objęciu tronu odpłacił się mu licznymi nadaniami ziemskimi i urzędami. W latach 1492–1494 Zápolya był żupanem szaryskim, a od 1492 palatynem Węgier, czyli najwyższym świeckim urzędnikiem na Węgrzech. Pod koniec swego życia należał do wąskiego grona najbogatszych i najbardziej wpływowych magnatów węgierskich.

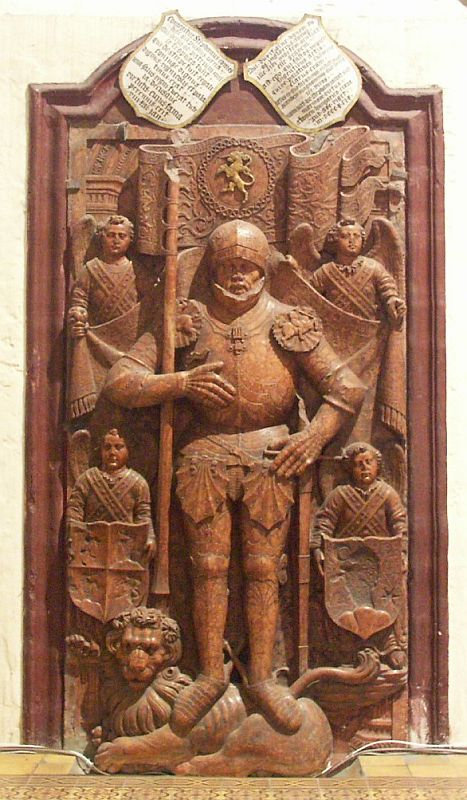
Nagrobek Stefana Zápolyi

Zgodnie z ostatnią wolą został pochowany obok swego brata Emeryka w Spiskiej Kapitule.

## Małżeństwa i potomstwo
Dane dotyczące pierwszego małżeństwa Stefana opierają się nie na źródłach, lecz na starej literaturze przedmiotu, dlatego pozostają niepewne. Pierwszą żoną Stefana miała być Katarzyna, córka Szymona Drugeta z Hommony (Homonnay) i Zofii Bebek. Z tego małżeństwa miały pochodzić córki Krystyna (Małgorzata) i Weronika.
Drugą żoną Stefana była Jadwiga, księżniczka cieszyńska. Dawniej datowano ich ślub na 11 sierpnia 1483. Nowsze badania wykazały, że małżeństwo zostało zawarte w grudniu 1486.
Z małżeństwa z Jadwigą pochodzili:
- Jan Zápolya, ur. 1487, zm. 22 lipca 1540, król Węgier od 1526,
- Jerzy Zápolya, ur. luty 1495, zm. 29 sierpnia 1526, żupan Spisza,
- Barbara Zápolya, ur. 1495 lub 1496, zm. 2 października 1515, królowa Polski,
- Magdalena Zápolya, zm. w młodym wieku.